# 发马制药集团
发马制药集团是位于马来西亚的一家制药集团。

## 历史
- 发马制药集团成立于1994年，当时，发马制药集团注册名为Remedi Pharmaceuticals[1] 。
- 1998年8月，Remedi Pharmaceuticals正式更名为发马制药集团[1] 。

## 其他
发马制药集团是马来西亚第一家在吉隆坡证券交易所（现为马来西亚股票交易所）主板上市的医疗保健公司。